# Спірано
Спірано (італ. Spirano) — муніципалітет в Італії, у регіоні Ломбардія, провінція Бергамо.
Спірано розташоване на відстані близько 470 км на північний захід від Рима, 40 км на схід від Мілана, 13 км на південь від Бергамо.
Населення — 5698 осіб (2014).
Щорічний фестиваль відбувається четвертої неділі вересня. Покровителі — святі Гервасій та Протасій.

## Демографія
Населення за роками:

Станом на 1 січня 2023 року в муніципалітеті офіційно проживало 640 іноземців з 40 країн, серед них 65 громадян країн Євросоюзу та 7 громадян України.

## Сусідні муніципалітети
- Бриньяно-Джера-д'Адда
- Колоньо-аль-Серіо
- Комун-Нуово
- Лурано
- Поньяно
- Урньяно
- Верделло